# Совхоз «Садвінтрест»
Совхо́з «Садвінтре́ст» (рос. Совхоз "Садвинтрест", ерз. Совхоз "Садвинтрест") — селище у складі Ромодановського району Мордовії, Росія. Входить до складу Кочуновського сільського поселення.
Стара назва — совхоз Садвінтреста.

## Населення
Населення — 322 особи (2010; 337 у 2002).
Національний склад (станом на 2002 рік):
- росіяни — 80 %